# MGM Records
MGM Records fue una discográfica de los estudios cinematográficos Metro-Goldwyn-Mayer. 
El sello se fundó en 1946 para comercializar las bandas sonoras de las películas producidas por Metro-Goldwyn-Mayer. Más tarde también se comercializó música pop y hasta comienzos de los años 1950 fue uno de los grandes, denominados "Major Labels". En 1928 ya hubo una empresa llamada Metro-Goldwyn-Mayer Records, pero sus grabaciones no se pusieron a la venta, únicamente se reprodujeron junto a las películas de MGM en las salas de cine.

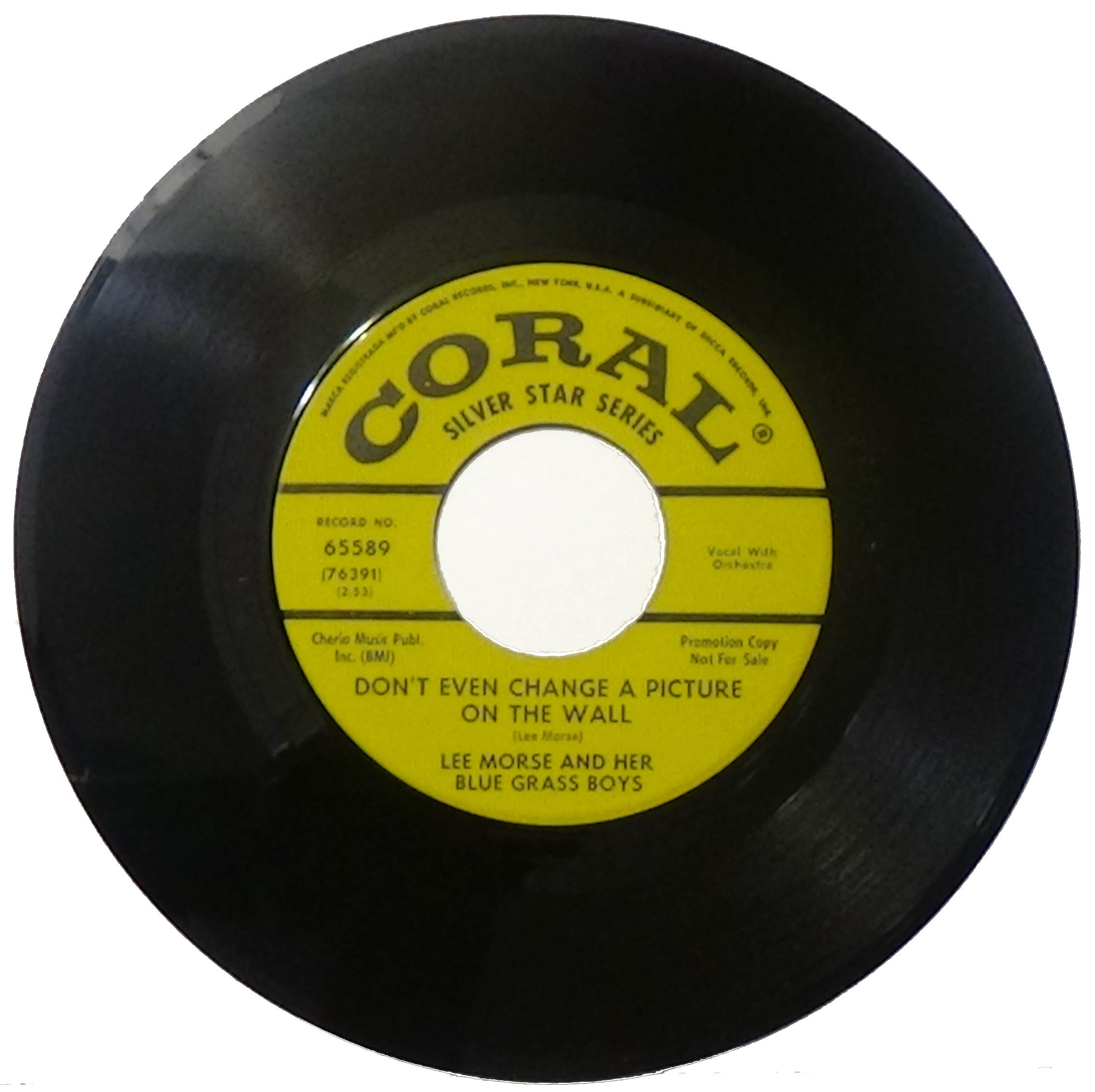
Un disco estadounidense de la discográfica MGM Records.

## Artistas
MGM Records tuvo bajo contrato, entre otros, a los siguientes artistas:
| - The Animals - Lou Christie - Petula Clark (EE. UU.) - The Cowsills - Sammy Davis Jr. - Mark Dinning - Tommy Edwards - Connie Francis | - Gloria Gaynor - The Gentrys - Stan Getz (Verve) - Herman's Hermits (EE. UU.) - Janis Ian (Verve) - Bob Lind (Verve Folkways) - C.W. McCall - The Mothers of Invention | - Wayne Newton - Roy Orbison - The Osmonds - Lou Rawls - The Righteous Brothers (Verve) - Tommy Roe (MGM South) - Neil Sedaka - George Shearing Quintet | - Jim Stafford - Johnny Tillotson - Conway Twitty - The Velvet Underground (Verve) - Hank Williams - Hank Williams, Jr. - Sheb Wooley |